# Phelps megye (Nebraska)
Phelps megye az Amerikai Egyesült Államokban, azon belül Nebraska államban található. Megyeszékhelye és legnagyobb városa Holdrege. Lakosainak száma 8968 fő (2020. április 1.). Phelps megye Buffalo, Harlan, Furnas, Gosper, Dawson, Kearney és Franklin megyékkel határos.

## Népesség
A megye népességének változása:
| Lakosok száma | 9185 | 9169 | 9217 | 9213 | 9296 | 8968 |
|               | 2010 | 2011 | 2012 | 2013 | 2015 | 2020 |